# Morris Raphael Cohen
Pour les articles homonymes, voir Cohen.
Morris Raphael Cohen (en biélorusse : Мо́ррис Рафаэ́ль Ко́эн), né le 25 juillet 1880 et décédé le 28 janvier 1947, était un philosophe, juriste et avocat américain qui unissait le pragmatisme au positivisme logique et à l'analyse linguistique.

## Biographie
Cohen est né à Minsk, en Empire russe, fils de Bessie (Farfel) et Abraham Mordecai Cohen. Il a déménagé avec sa famille à New York, à l'âge de 12 ans. Il a fait ses études au City College de New York et à l'université Harvard, où il a étudié avec Josiah Royce, William James et Hugo Münsterberg. Il a obtenu son doctorat à Harvard en 1906.
Il fut professeur de philosophie au CCNY de 1912 à 1938. Il enseigna également le droit au City College et à l'université de Chicago entre 1938 et 1941, et donna des cours à la New School for Social Research et enseigna la philosophie et le droit à Columbia, Cornell, Harvard, Stanford, Yale et d'autres universités.
Cohen était reconnu en tant que professeur pour son esprit, ses connaissances encyclopédiques et sa capacité à démolir les systèmes philosophiques. Bertrand Russell a dit de Cohen qu'il avait l'esprit le plus original de la philosophie américaine contemporaine.
La bibliothèque Cohen du CCNY est nommée d'après lui. Cohen était un défenseur du libéralisme en politique et s'opposait à l'économie du laissez-faire. Cohen a également défendu la démocratie libérale et a écrit des actes d'accusation du fascisme et du communisme. La nécrologie de Cohen dans le New York Times affirmait que bien avant sa mort, Cohen était devenu « une figure presque légendaire de la philosophie américaine, de l'éducation et de la tradition libérale ».
Le 3 mai 1953, sous la présidence de Buell G. Gallagher, la bibliothèque du City College était dédiée à Morris Raphael Cohen et nommée en son nom..

## Travaux
- Raison et Nature (1931, rev. 1953), son œuvre philosophique majeure.
- Law and the Social Order (1933)
- An Introduction to Logic and the Scientific Method, avec Ernest Nagel (1934)
- The Faith of a Liberal (1945)
- A Preface to Logic (1945)
- The Meaning of Human History (1947)

Publications posthumes
- A Dreamer's Journey (1949), son autobiographie.
- Reason and Law (1950)
- American Thought, a Critical Sketch (1954)